# دریاچه بورا
دریاچه بورا (قزاقی: Бура) یک دریاچه در استان پاولودار کشور قزاقستان است.